# Blatiny (Vodice)
Blatiny (německy Blattina) jsou osada, součást obce Vodice v okrese Tábor v Jihočeském kraji. Nachází se těsně u hranice Jihočeského kraje a kraje Vysočina, asi 7 km jihozápadně od Pacova a asi 21 km severovýchodně od centra Tábora.
První písemná zmínka o osadě pochází z roku 1770. V Blatinách je registrováno 14 čísel popisných a 9 čísel evidenčních. Nachází se zde malý rybník, severně protéká řeka Trnava. Vede tudy zpevněná silnice z Malešína do nedalekého Kozlova.